# 桑迪亞托
桑迪亞托（1973年11月26日—），已退役印尼男子羽毛球運動員，現居加拿大不列颠哥伦比亚省列治文。

## 簡歷
桑迪亞托最早在三寶壟的雷若穆約（Rejomulyo）俱樂部接受訓練，曾在1996年搭檔許一敏獲得世界盃混合雙打冠軍。此外，他曾獲得三次亞錦賽混雙季軍（1994、1995、1997）及1996年汶萊公開賽、1997年中華台北公開賽混雙冠軍。
退役後，桑迪亞托在印尼國家隊擔任女單教練直到2006年。之後移民加拿大列治文，在當地的ClearOne俱樂部執教。

## 主要比賽成績
只列出曾進入準決賽的國際賽事成績：
| 年份   | 賽事                 | 項目     | 搭檔         | 成績   |
| ------ | -------------------- | -------- | ------------ | ------ |
| 1994年 | 亞洲羽毛球錦標賽     | 混合雙打 | 絲莉·溫塔里  | 季軍   |
| 1994年 | 印度尼西亞羽球公開賽 | 混合雙打 | 絲莉·溫塔里  | 準決賽 |
| 1995年 | 亞洲羽毛球錦標賽     | 混合雙打 | 絲莉·溫塔里  | 季軍   |
| 1996年 | 汶萊羽毛球公開賽     | 混合雙打 | Vera Octavia | 冠軍   |
| 1996年 | 越南羽毛球公開賽     | 混合雙打 | 菲娜爾希     | 亞軍   |
| 1996年 | 世界盃               | 混合雙打 | 許一敏       | 冠軍   |
| 1997年 | 中華台北羽球公開賽   | 混合雙打 | 菲娜爾希     | 冠軍   |
| 1997年 | 印度尼西亞羽球公開賽 | 混合雙打 | 菲娜爾希     | 準決賽 |
| 1997年 | 亞洲羽毛球錦標賽     | 混合雙打 | 菲娜爾希     | 季軍   |
| 1998年 | 印度尼西亞羽球公開賽 | 混合雙打 | 伊蒂·坦特里  | 準決賽 |

## 外部連結
- 桑迪亞托在世界羽球聯盟的登錄資料